# Agromyza malaisei
Agromyza malaisei este o specie de muște din genul Agromyza, familia Agromyzidae, descrisă de Spencer în anul 1962.
Este endemică în Myanmar. Conform Catalogue of Life specia Agromyza malaisei nu are subspecii cunoscute.